# 黃德斌
黃德斌（英語：Kenny Wong Tak Bun，1963年4月30日—），香港男演員，前無綫電視（TVB）經理人合約藝員。2011年合唱無綫電視劇集《天與地》片尾曲《年少無知》後於2012年度共奪3獎，成為史上憑最少累積派台歌曲（0.333首）奪得香港四大電子媒體獎項得主。

## 簡歷

### 早年生活
黃德斌於新界荃灣出生，早年在新界屯門小欖居住。因兄長患有哮喘而父親成功向上司申請移居至空氣清新的警察宿舍居住，黃德斌一家入住大欖水警基地警察宿舍。另外也在水警基地對面的小欖村居住。而他的父親是一名警察，曾駐守屯門青山警署。黃德斌有一名胞兄和一名胞弟，小時候曾到咖啡灣遊玩。後來他入住黃大仙警察宿舍，再到西環堅尼地城警察宿舍居住，並於中四時在附近一所私立中學完成會考課程。在學時與朋友一同組織樂隊，畢業後一度各散東西。黃德斌中學畢業後因成績不如意，開始投入社會工作。他曾在船上做燒焊工人，之後亦做過地盤工人、跟車工人、電工和倉務員。不久與胞弟開設時裝店。黃德斌入行前當過Jean-Paul Gaultier的售貨員。入職後通過三個月的試用期便獲升做為店長，又負責過櫥窗設計。其後因身高六呎，而獲得推薦成為兼職模特兒。

### 演藝事業

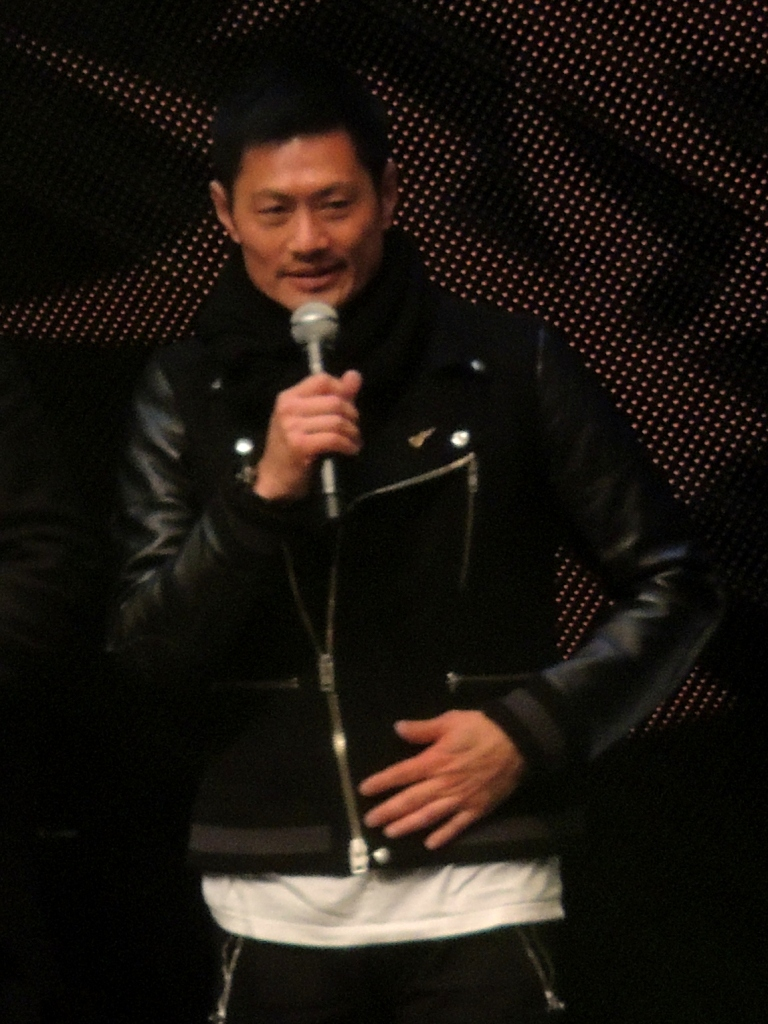
黃德斌憑《年少無知》在2012年度叱咤樂壇流行榜頒獎典禮得獎時分享感受。

黃德斌曾參加亞洲電視主辦的《香港超級模特兒大賽》（同屆參賽者包括林偉），賽後參加無綫電視第15期藝員訓練班，同學有黎芷珊、劉錫明、林家棟、雷宇揚、陳家碧和林燕明等。訓練班畢業後，黃德斌多數當鮮有對白的路人角色，直至演出《阿德也瘋狂》才有正式對白；後來，他在朋友介紹下轉戰電影圈，曾當過副導演、場務和服裝設計助手等，還接拍了人生第一部三級片《聊齋三之燈草和尚》當男主角，而電影的女主角則是陳寶蓮。
黃德斌在1993年約滿後未獲無綫電視續約；直到1997年才重返無綫電視，回歸首部電視劇是《天地豪情》，其後接拍長篇劇《真情》，飾演梁家明（越南）一角。由於此角色深入民心，觀眾開始留意他，更有人誤以為他是越南人。此後，黃德斌偶爾出演一些令人印象較深的角色，如：1998年《妙手仁心》飾演的「江湖大佬」何德廣，2004年《金枝慾孽》飾演的常永祿「小祿子」等。直到2006年，他憑劇集《火舞黃沙》中飾演宋東陽一角，在萬千星輝頒獎典禮取得最佳男配角，演出獲得肯定。他亦替無綫外購劇集《逃》，負責香港宣傳。
黃德斌於2011年至2012年播出的《天與地》、《4 in Love》、《心戰》、《飛虎》及《天梯》，戲份不少，再次受到觀眾關注。而在2013年於《金枝慾孽貳》中飾演一個因家族犯罪而被貶入辛者庫並希望獲得平反的悲劇人物佟吉海，其演技再次獲得肯定。而他的代表作品有 《金枝慾孽》、《火舞黃沙》、《飛女正傳》、《天與地》、《心戰》《天梯》和《金枝慾孽貳》等。
2014年1月起，黃德斌参演《再戰明天》。同年10月在劇集《鐵馬戰車》及2015年1月《刀下留人》首度擔正男主角。由他擔正的《刀下留人》，於2015年至2016年播出，外型粗獷的他完全演活葉常綠這個角色，該角色為一名劊子手，他的演技大受觀眾喜愛，此劇與他另一套主演的《天與地》都被網民稱為「神劇」。黃德斌是監製戚其義的御用班底之一。
2017年10月，黃德斌離開無綫電視，《婚姻合伙人》因而成為他在無綫電視拍攝之最後作品。同年12月，他接受訪問時表示早在2016年年底已開始與無綫談續約，2017年10月突傳出他離開無綫的消息後，無綫對此甚為着緊，出動「銀彈」政策挽留，不過黃德斌再三考慮下，覺得機會才最重要；他也忙於綵排舞台劇《紙飛機的天空》，2018年1月在上海演出後，便會拍內地的網劇；同年在港產片《逆流大叔》中飾演主管泰哥，獲得好評，更令他首度獲得香港電影金像獎最佳男配角的提名。
2021年，黃德斌擔綱主演ViuTV改編自同名日本電視劇的同性愛情喜劇《大叔的愛》，是繼2012年無綫電視劇《心戰》、2016年無綫電視劇《鐵馬戰車》及2018年香港電台劇集《義想天開》之〈走一圈〉後，第四度與簡慕華飾演夫妻或戀人角色。該劇口碑甚佳更進一步提高其知名度。他憑此劇入選第六屆《觀眾在民間電視大獎》「民選最佳男主角」並入圍最後五強（票數排名第四）。

## 個人生活
2018年8月，黃德斌向年輕16歲的圈外女友黃美恩（Joyce）求婚成功，正式入紙註冊結婚，兩人拍拖已達18年之久。
2018年9月8日，黃德斌與女友黃美恩於金鐘一間酒店舉行註冊儀式。

## 演出作品

### 電視劇（無綫電視）
| 年份        | 劇名                       | 角色                            | 性質                |
| ----------- | -------------------------- | ------------------------------- | ------------------- |
| 1988年      | 《太平天國》               | 牛 哥                           | 跑龍套              |
| 1988年      | 《鬥氣一族》               | 售貨員                          | 跑龍套              |
| 1988年      | 《阿德也瘋狂》             | 王 超（超人）                   | 閒角                |
| 1989年      | 《龍廷爭霸》               |                                 | 跑龍套              |
| 1989年      | 《還我本色》               | 黑社會跟班                      | 跑龍套              |
| 1990年      | 《我本善良》               | 殺手輝                          | 跑龍套              |
| 1990年      | 《傲劍春秋》               | -                               | 跑龍套              |
| 1990年      | 《人在邊緣》               | 神秘人                          | 客串                |
| 1992年      | 《壹號皇庭》               | 徐麗芳丈夫                      | 跑龍套              |
| 1992年      | 《巨人》                   | Jackie                          | 跑龍套              |
| 1992年      | 《大時代》                 | 祥（第33-35、40集）偉（第39集） | 跑龍套              |
| 1992年      | 《九反威龍》               | 洪建軍                          | 閒角                |
| 1992年      | 《重案傳真》               | 鄺月好丈夫                      | 跑龍套              |
| 1995-1999年 | 《真情》                   | 梁家明（越南）                  | 男配角              |
| 1998年      | 《天地豪情》               | Nelson                          | 閒角                |
| 1998年      | 《離島特警》               | 古威豹                          | 閒角                |
| 1998年      | 《妙手仁心》               | 何德廣                          | 男配角              |
| 1998年      | 《西遊記(貳)》             | 夢 魔                           | 男配角              |
| 1998年      | 《烈火雄心》               | 王駿傑（Ben）                   | 閒角                |
| 1999年      | 《寵物情緣》               | 趙國強                          | 閒角                |
| 1999年      | 《刑事偵緝檔案IV》         | 陳仕康                          | 閒角                |
| 1999年      | 《千里姻緣兜錯圈》         | Peter Lo                        | 閒角                |
| 1999年      | 《先生貴性》               | 喬 睦                           | 閒角                |
| 1999年      | 《全院滿座》               | 阿 昌                           | 閒角                |
| 1999年      | 《雙面伊人》               | 劉先生                          | 閒角                |
| 1999年      | 《鑑證實錄II》             | 夏永全（Eric）                  | 閒角                |
| 1999年      | 《非常保鑣》               | 阿 力                           | 閒角                |
| 1999年      | 《命轉情真》               | KENNY                           | 閒角                |
| 1999年      | 《茶是故鄉濃》             | 隆科巴                          | 閒角                |
| 2000年      | 《妙手仁心II》             | 何德廣                          | 男配角              |
| 2000年      | 《婚姻乏術》               | 龍 五                           | 閒角                |
| 2000年      | 《十月初五的月光》         | 屈大志                          | 閒角                |
| 2001年      | 《陀槍師姐III》            | 郭錦安                          | 男配角              |
| 2001年      | 《廉政追擊》               | 阿 郎                           | 單元男主角          |
| 2002年      | 《談談情·練練武》          | 夏祖蔭（Joe）                   | 第三男主角          |
| 2003年      | 《帝女花》                 | 福王                            | 男配角              |
| 2004年      | 《爭分奪秒》               | 侯文匯                          | 閒角                |
| 2004年      | 《翡翠戀曲》               | 甘鎮南（南哥）                  | 閒角                |
| 2004年      | 《下一站彩虹》             | Danny                           | 閒角                |
| 2004年      | 《金枝慾孽》               | 常永祿（小祿子、常公公）        | 第三男主角          |
| 2004年      | 《水滸無間道》             | 及 猜                           | 跑龍套              |
| 2005年      | 《皆大歡喜》               | 白必圖                          | 客串                |
| 2005年      | 《窈窕熟女》               | 俊 男                           | 跑龍套              |
| 2005年      | 《秀才遇著兵》             | 楚 雄                           | 小配角              |
| 2005年      | 《妙手仁心III》            | 何德廣                          | 男配角              |
| 2005年      | 《隨時候命》               | 曾兆倫                          | 男配角              |
| 2006年      | 《火舞黃沙》               | 宋東陽（大少、宋當家）          | 第三男主角          |
| 2006年      | 《刑事情報科》             | 孔浩祥（William）               | 男配角              |
| 2006年      | 《滙通天下》               | 方潤田                          | 男配角              |
| 2006年      | 《高朋滿座》               | 萬 洛（蒙面高人）               | 客串                |
| 2007年      | 《學警出更》               | 韓展權                          | 客串                |
| 2008年      | 《珠光寶氣》               | 游日東（Sunny）                 | 男配角              |
| 2009年      | 《ID精英》                 | 胡傑琛                          | 男配角              |
| 2009年      | 《廉政行動2009之維修大鱷》 | 林光耀                          | 單元男主角          |
| 2010年      | 《飛女正傳》               | 楊浩然（Edmond）                | 第三男主角          |
| 2010年      | 《誘情轉駁》               | 高忠榮                          | 第二男主角          |
| 2011年      | 《女拳》                   | 霍冠威                          | 男配角              |
| 2011年      | 《誰家灶頭無煙火》         | 貢 品                           | 固定角色 單元男主角 |
| 2011年      | 《天與地》                 | 鄭振軒（Ronnie）                | 三大男主角之一      |
| 2012年      | 《4 In Love》              | 潘俊謙（Cyrus）                 | 第二男主角          |
| 2012年      | 《拳王》                   | 高偉廷                          | 第三男主角          |
| 2012年      | 《心戰》                   | Eric                            | 第三男主角          |
| 2012年      | 《飛虎》                   | 秦 森                           | 單元男主角          |
| 2012年      | 《天梯》                   | 鄭 嬌                           | 第二男主角          |
| 2012年      | 《愛·回家》                | 裘亞域（Eric）                  | 固定角色 單元男主角 |
| 2013年      | 《金枝慾孽貳》             | 佟吉海                          | 三大男主角之一      |
| 2013年      | 《師父·明白了》            | 無聲俠                          | 客串                |
| 2014年      | 《叛逃》                   | 高 威                           | 男配角              |
| 2014年      | 《廉政行動2014》           | 周Sir                           | 單元角色            |
| 2014年      | 《再戰明天》               | 翁偉晉（Donald）                | 第三男主角          |
| 2015年      | 《風雲天地》               | 曹志宏                          | 第三男主角          |
| 2015年      | 《刀下留人》               | 葉常綠                          | 第一男主角          |
| 2016年      | 《鐵馬戰車》               | 杜卓峯                          | 第一男主角          |
| 2016年      | 《愛·回家》                | 裘亞域（Eric）                  | 客串                |
| 2016年      | 《致命復活》               | 林浩仁                          | 第二男主角          |
| 2017年      | 《使徒行者2》              | 鄭弼奇（Pak-key）               | 特別演出            |
| 2019年      | 《婚姻合伙人》             | 邢 呇                           | 第三男主角          |

### 電視劇（香港電台）
| 年份   | 劇名                         | 角色 | 性質 |
| ------ | ---------------------------- | ---- | ---- |
| 2018年 | 《義想天開》（單元：走一圈） | Rock |      |

### 電視劇（ViuTV）
| 年份   | 劇名             | 角色             | 性質           |
| ------ | ---------------- | ---------------- | -------------- |
| 2021年 | 《太平紋身店》   | 葉蓋天           | 第一男主角     |
| 2021年 | 《大叔的愛》     | 翟國強（KK）     | 三大男主角之一 |
| 2022年 | 《百萬同居計劃》 | 蕭遙             | 男主角之一     |
| 2025年 | 《麻甩媽咪》     | 陳永發（口水發） | 第一男主角     |

### 電視電影
| 首播   | 片名       | 角色           |
| ------ | ---------- | -------------- |
| 1992年 | 《羣星會》 | 強盜（假保全） |

### 內地劇/網絡劇/電影
| 首播   | 片名                      | 角色          | 性質           |
| ------ | ------------------------- | ------------- | -------------- |
| 2012年 | 《寶馬狂想曲》（電影）    |               |                |
| 2014年 | 《探靈檔案》（網絡劇）    | 志強（第9集） | 單元第一男主角 |
| 2019年 | 《PTU機動部隊》（網絡劇） | 彭炳耀        |                |
| 2022年 | 《逐流時代》              | 宋遠圖        | 反派           |
| 2023年 | 《女法醫JD》（網絡劇）    | 楊競風        |                |
| 待播   | 《荔芳街之海岸風雷》      |               | 2017年拍攝     |

### 電影
- 1992年：《聊齋三之燈草和尚》飾 朱公子
- 1992 年：《嘩！英雄》
- 1992 年：《辣手神探》
- 1993年：《黃飛鴻對黃飛鴻》
- 1994年：《滿清十大酷刑》飾 劉海升
- 1994年：《地獄來客》飾 阿占
- 1996年：《飛虎雄心2之傲氣比天高》
- 1999年：《爆裂刑警》
- 2000年：《4X100水著份子》
- 2001年：《現代女性》
- 2001年：《一個爛賭的傳說》
- 2001年：《強姦3 OL誘惑》飾 保安員
- 2002年：《焚獸之都》
- 2003年：《雙雄》飾 張國亮
- 2004年：《新警察故事》
- 2005 年：《三岔口》
- 2006年：《臥虎》飾 大口
- 2007年：《降頭》飾 林超
- 2007年：《男兒本色》飾 莫偉琛
- 2007年：《C+偵探》飾 鄺志雄
- 2008年：《黑勢力》
- 2008年：《奪帥》
- 2008年：《風雲2》飾 邪皇
- 2009年：《流浪漢世界盃》飾 巴士佬
- 2009年：《大搜查之女》飾 岑大勇
- 2009年：《Laughing Gor之變節》飾 車仔
- 2009年：《風雲II》飾 邪皇
- 2010年：《撕票風雲》飾 冰王
- 2010年：《火龍》飾 火水哥
- 2010年：《夢遊3D》飾 阿明
- 2010年：《志明與春嬌》飾 家豪
- 2011年：《我愛HK開心萬歲》飾 賣魚勝
- 2012年：《第6誡》 飾 張教授
- 2013年：《風暴》 飾 趙建國
- 2014年：《重生3D》飾 阿明
- 2015年：《賭城風雲II》 飾 國際刑警
- 2016年：《上身》飾 黃神父
- 2016年：《選老頂》飾 徐sir
- 2016年：《寒戰II》饰 韩孝忠（Stephen）
- 2017年：《黑白迷宮》飾 陳家偉
- 2018年：《逆流大叔》饰 泰哥
- 2020年：《拆彈專家2》飾 陳景圖
- 2020年：《逃獄兄弟》飾 鄧瀚宗（鄧獄長）
- 2020年：《無間行者之生死潛行》飾 火牛
- 2021年：《怒火》飾 戴卓賢
- 2022年：《逃獄兄弟2》飾 鄧瀚宗（鄧獄長）
- 2022年：《逃獄兄弟3》飾 鄧瀚宗
- 2022年：《闔家辣》飾 翟國強（KK）
- 2022年：《給我1天》飾 黃先生
- 2023年：《別叫我“賭神”》飾 債主「太子基」
- 2023年：《暗殺風暴》飾
- 2023年：《紮職2》飾 佑哥
- 2024年：《12怪盜》聲演 怪盜公會Boss
- 2024年：《九龍城寨之圍城》飾 Tiger哥
- 2024年：《談判專家》飾 張永嘉
- 2024年：《焚城》飾 劉兆強
- 2025年：《水餃皇后》飾 漢洲
- 2025年：《緝盜》(網絡電影)飾 趙慕明
- 待播：《羅茲威爾殺人事件》

### 電影配音
- 2019年：《馴龍記3》聲演 吉武
- 2021年：《星夢動物園2》聲演 搖滾哥羅威

### 舞台劇
- 2007年：《遺失了您的眼晴》
- 2009年：《醉香》
- 2017年：《我和春天有個約會》（上海）
- 2017年：《尋找快樂時代》
- 2024-2025年：《唔講得》

### 綜藝節目
- 2014年：《姊妹淘》嘉賓
- 2016年：《暖DD·食平D》嘉賓
- 2016年：《洗衣鋪群星事件簿》演員
- 2018年：《是敢的》嘉賓
- 2021年：《最後一屆口罩小姐選舉總決賽》評審
- 2023年：《四遊記》主持

### 紀錄片
- 2013年：《極地狂奔》
- 2016年：《天與地》

### 歌曲
- 2011年：年少無知（與林保怡、陳豪合唱，劇集《天與地》片尾曲）

#### 派台歌曲成績
| 派台歌曲成績       | 派台歌曲成績 | 派台歌曲成績 | 派台歌曲成績 | 派台歌曲成績 | 派台歌曲成績 | 派台歌曲成績                                  |
| ------------------ | ------------ | ------------ | ------------ | ------------ | ------------ | --------------------------------------------- |
| 唱片               | 歌曲         | 903          | RTHK         | 997          | TVB          | 備註                                          |
| 2011年             |              |              |              |              |              |                                               |
| Love TV 情歌精選 3 | 年少無知     | 6            | 3            | 2            | 5            | 與林保怡、陳豪合唱 無綫電視劇《天與地》片尾曲 |

| 各台冠軍歌總數 | 各台冠軍歌總數 | 各台冠軍歌總數 | 各台冠軍歌總數 | 各台冠軍歌總數    |
| -------------- | -------------- | -------------- | -------------- | ----------------- |
| 903            | RTHK           | 997            | TVB            | 備註              |
| 0              | 0              | 0              | 0              | 四台冠軍歌總數：0 |

（*）表示仍在榜上

### MV
- 1992年：劉文娟《雪夜》
- 2021年：張敬軒《俏郎君》

## 獎項
| 年份     | 獎項 |
| -------- | --- |
| 2006年度 | - 萬千星輝頒獎典禮2006 - 最佳男配角《火舞黃沙》 |
| 2011年度 | - SINA Music樂壇民意指數頒獎禮2011 - SINA Music 電視劇主題曲大獎《年少無知》（與林保怡、陳豪合唱） |
| 2012年度 | - 星和無綫電視大獎2012 - 最佳活力獎 - 2012 CASH金帆音樂獎 - 最佳合唱演繹獎《年少無知》（與林保怡、陳豪合唱） - 2012年度叱咤樂壇流行榜頒獎典禮 - WeChat Chit Chat 樂壇最熱選歌曲《年少無知》（與林保怡、陳豪合唱） - 2012年度叱咤樂壇流行榜頒獎典禮 - 叱咤樂壇我最喜愛的歌曲大獎《年少無知》（與林保怡、陳豪合唱） - 第三十五屆十大中文金曲頒獎音樂會 - 十大中文金曲《年少無知》（與林保怡、陳豪合唱） |

## 無線月曆
- 2006年 - 11/12月（版本二） - 郭可盈、馬德鐘、麥長青、郭政鴻、李思捷、李亞男、曹敏莉、李詩韻、楊思琦、司徒瑞祈
- 2007年 - 8月 - 陳法拉、黃宗澤、黃長發
- 2008年 - 6月 - 陳法拉、吳卓羲、黃長興、胡定欣、徐淑敏
- 2009年 - 6月 - 馬浚偉、鄧健泓、陳敏之、丘凱敏
- 2014年 - 9月 - 胡杏兒、黃浩然、崔建邦、吳家樂、古明華、袁偉豪、黃長興、沈震軒、胡諾言

## 外部連結
- 黃德斌的Facebook專頁黃德斌Kenny
- 黃德斌的Facebook專頁
- 黃德斌的Instagram帳戶
- 黃德斌的新浪微博
- 黃德斌在互联网电影资料库（IMDb）上的資料（英文）
- 黃德斌在香港影庫上的簡介
- 黃德斌在豆瓣上的资料（简体中文）
- 黃德斌在时光网上的簡介（简体中文）